# Abrocomophaga emmons
Abrocomophaga emmons  (лат.) — вид бескрылых насекомых семейства Gyropidae из отряда пухоедов и вшей. Постоянные паразиты млекопитающих. Южная Америка. Эндемик Перу.

## Описание
Мелкие вши, длина самцов 0,98 мм (самки: 1,06—1,16 мм). Усики 4-члениковые. Нижнегубные щупики 2-члениковые. Голова треугольной формы. Проторакс шире своей длины, с парой дыхалец. Мезонотум и метанотум не слиты вместе. Ноги почти одинаковой длины с одним немодифицированным коготком. Брюшко длинное и узкое. 3-7-й абдоминальные сегменты с парой дыхалец (всего 5 пар брюшных дыхалец); на 8-м сегменте дыхальца отсутствуют. Гениталии самцов симметричные.
Паразитируют на перуанской шиншилловой крысе вида Cuscomys ashaninka (Abrocomidae). Был впервые описан в 2000 году американскими энтомологами Роджером Прайсом (Price Roger D.; St. Paul, Миннесота, США) и Робертом М. Тиммом (Robert M. Timm; University of Kansas, Lawrence). В настоящее время (вместе с видами Abrocomophaga chilensis и Abrocomophaga hellenthali Price & Timm, 2000) включён в семейство Gyropidae подотряда Amblycera. Название дано в честь зоолога Луизы Эммонс (Emmons H. Louise, National Museum of Natural History, Smithsonian Institution), собравшей типовую серию.